# Література межі XIX та XX століть
Література межі 19 та 20 століть, Література перехідної доби — умовне визначення української літератури на етапі переходу від реалізму до модернізму.
Літературний процес другої половини XIX століття формувався під впливом творчості цілої плеяди талановитих письменників — Івана Нечуя-Левицького, Марка Вовчка, Панаса Мирного, Михайла Коцюбинського, Івана Франка, Ольги Кобилянської, Бориса Грінченка та ін. Для літератури того часу характерні різноманітність художніх напрямів та індивідуальних стилів письменства, використання різних жанрів — від епічних романів і повістей до новел, фейлетонів, оповідань і т. ін.
З появою на зламі століть нової генерації авторів українська література зазнає впливу європейського модернізму. Найяскравіше цей вплив позначився на творчості провідних літературних постатей цього періоду: Івана Франка — поета, прозаїка, драматурга, журналіста, літературного критика, теоретика та перекладача; поетеси Лесі Українки та прозаїка Михайла Коцюбинського.
Франко одним з перших почав перекладати твори світової літератури на українську мову (Гете, Генріх Гейне, Байрон).

В повісті «Тіні забутих предків» Коцюбинського реалістичність в описі селянського побуту поєднується з поетичним сприйняттям життя.

Ольга Кобилянська, Василь Стефаник, Марко Черемшина, Архип Тесленко, Гнат Хоткевич, Олександр Олесь, Григорій Чупринка, Микола Вороний, представники «Молодої Музи», «Української хати» закладали естетичні й теоретичні підвалини нового художнього напряму. Не втрачаючи зв'язків із традицією національної літератури, вони визначили специфіку українського модернізму, відмінність його від канону.